# Flughafen Zhongwei Shapotou

i7
i11
i13
Der Flughafen Zhongwei Shapotou (IATA: ZHY, ICAO: ZLZW) ist ein Flughafen, der die Stadt Zhongwei in der Autonomen Region Ningxia Hui in China bedient. Der Airport liegt 9 Kilometer nordwestlich der Stadt. Der Bau des Flughafens kostete rund 370 Millionen Yuan und wurde am 26. Dezember 2008 in Betrieb genommen. Er hieß ursprünglich Zhongwei Xiangshan Airport (中卫 中卫 香山), nahm aber im August 2012 den heutigen Namen an, um für die lokale Touristenattraktion Antikes Kupferbergwerk Zhaobishan in Shapotou zu werben. Die Start- und Landebahn aus Concret-Material hat eine Ausrichtung 09/27 und eine nutzbare Bahnlänge von 2800 Metern.